# Constantin Ange Doukas
Constantin Ange Doukas (en grec : Κωνσταντίνος Ἂγγελος Δούκας) est un usurpateur byzantin qui tente de renverser son cousin, l'empereur Isaac II Ange, en 1192-1193.

## Biographie
Constantin Ange naît vers 1170. Il est un fils d'Isaac Ange Doukas et donc un petit-fils de Constantin Ange et un cousin de l'empereur Isaac II Ange (1185-1195). Sa mère est totalement inconnue.
En 1192-1193, Isaac II le nomme amiral (doux tou stolou) et gouverneur de Philippopolis, une cité dont les environs souffrent de la rébellion des Bulgares et des Valaques,. L'historien Nicétas Choniatès est favorable à Constantin, notant qu'il est attentif à l'entraînement de ses troupes et se distingue par sa loyauté. S'il le décrit comme impétueux, il est malgré tout à l'écoute et sait prendre en compte les conseils des hommes les plus expérimentés qui l'entourent,. Il parvient à maîtriser les raids des rebelles autour de Philippopolis et de Berrhoe. Toujours selon Choniatès, les rebelles sont plus effrayés par Constantin Ange que par l'empereur lui-même,.
Toutefois, Constantin Ange s'enhardit du fait de ses succès et il commence à viser le trône impérial. Il sonde les officiers les plus importants sous son commandement ainsi que les principaux nobles de la région et finit par se proclamer empereur,. Il se dirige vers Adrianople, le quartier-général de son beau-frère, le Grand domestique d'Occident Basile Vatatzès. Il pense alors que ce dernier va le rejoindre et lui envoie des lettres pour le convaincre mais essuie un refus,. Constantin Ange atteint d'abord Neoutzikon, à la frontière entre les provinces de Philippopolis et d'Adrianople mais là, ses partisans s'emparent de lui et le font prisonnier. Ils le livrent à l'empereur, affirmant qu'ils n'ont soutenu Constantin Ange que sous la pression. Isaac II émet des doutes sur leur sincérité mais préfère leur pardonner. Finalement, seul Constantin Ange est châtié en étant aveuglé. Selon Choniatès, cet événement encourage les rebelles bulgares à renforcer leurs actions. Quant au sort ultérieur de Constantin, et de sa famille, il est inconnu.